# マスダール・シティ
マスダール・シティ (アラビア語: مدينة مصدر, Madīnat Maṣdar, マディーナト・マスダル)は先端エネルギー技術を駆使してゼロ・エミッションのエコシティを目指すアラブ首長国連邦 (UAE) の都市開発計画と、その計画によって建設されている都市である。主としてアブダビ政府の資本によって運営されているムバダラ開発公社の子会社、アブダビ未来エネルギー公社が開発を進めている
。英国の建設会社フォスター・アンド・パートナーズが都市の設計を担当し、太陽エネルギーやその他の再生可能エネルギーを利用して持続可能なゼロ・カーボン（二酸化炭素）、ゼロ廃棄物都市の実現を目指す
。都市はアブダビ市から東南東方面に約17キロメートル、アブダビ国際空港の近くで建設中である。
マスダール・シティには国際再生可能エネルギー機関 (IRENA) の本部が置かれている。

## 都市計画
都市の建設計画はアブダビ未来エネルギー公社 (ADFEC) が中心となって2006年に開始された。工期は約8年で、プロジェクトの総事業額見込みは220億米ドルであった。都市の面積は約6.5平方キロメートル、人口およそ45,000から50,000人が居住可能となる。また、商業施設や環境に配慮した製品を製造する工場施設など、1,500の事業が拠点を置き、毎日60,000人以上の就労者がマスダールに通勤することが見込まれている。このほか、マサチューセッツ工科大学 (MIT) の支援を得てマスダール工科大学 (MIST) が設置されている。自動車はマスダール・シティ内へ進入できないため、都市外部とは大量公共輸送機関や個人用高速輸送機関 (英語: Personal rapid transit: PRT) を使ってマスダール・シティ外に置かれる他輸送機関（既存の道路や鉄道）との接続拠点を介して行き来することになる。マスダール・シティは自動車の進入を禁止した上で都市周囲に壁を設け、それによって高温の砂漠風が市内に吹き込むことを防ぎ、幅の狭い道を張り巡らせて冷たい風が街中に行き届くようにしている。
マスダール・シティは高度に計画された都市であり、研究および技術開発に特化しながらも居住地域を持つ都市としては世界の最新例の1つとなる。過去の数少ない類似例には、ロシアのノヴォシビルスク市、日本の筑波研究学園都市（つくば市）などがある。
本プロジェクトにはアブダビ未来エネルギー公社のほか、英・Consensus Business Group、クレディ・スイス、独・シーメンス・ベンチャー・キャピタルなどのベンチャーキャピタルがファンドグループであるMasdar Clean Tech Fundを通して参加している。第1期工事は米・CH2M HILL社が進めている。マスダール・シティのインフラ建設はAl Jaber Groupが担い、マスダール・シティの中心となる本部ビルの設計はエイドリアン・スミス・アンド・ゴードン・ギル・アーキテクチャー社に委ねられている。

## 再生可能な資源
マスダール・シティではさまざまな再生可能エネルギーが使用される。プロジェクトの初期段階には、独・コナジー社 (ドイツ語: Congergy) が建設する40～60メガワット級の太陽光発電所が含まれており、他の建設現場に必要な電力がここから
供給される
。引き続き後の段階ではさらに大規模な発電所が建設され、屋上に設置される追加のソーラー・パネルによって最大発電量は130メガワットとなる。マスダール・シティ外には最大20メガワットを発電可能な風力発電地帯が設けられると同時に地熱発電の活用も検討されている。また、世界最大規模となる水力発電所の建設も計画されている。
水源についても環境に対する配慮がなされた計画となっている。マスダール・シティが必要とする水量は同規模の共同体に比べて60%低いが、その供給には太陽光発電によって運営される海水淡水化施設が使用される。使用された水のうち約80%は可能な限り、繰り返しリサイクルされる。雑排水は農業用水をはじめとする他の目的にも流用される。
マスダール・シティでは廃棄物のゼロ化も目指す。有機性廃棄物は有機肥料や土壌の元として再利用されるほか、ごみ焼却炉を介して発電にも使われる。プラスチックや金属などの産業廃棄物はリサイクルや他の目的への転用も行われる。

## 反響
マスダール・シティ構想は世界自然保護基金 (WWF) やサステナビリティ関連のNGOであるBioRegionalなどの支援と支持を受けている。マスダール・シティ構想のゼロ・カーボン、ゼロ廃棄物、それに他の環境に対する取り組みへの評価として、WWFとBioRegionalは共同で同構想を「地球一個分の暮らし」 (One Planet Living) 認定地域としている。
一部にはこの都市計画がアブダビの象徴として利用されるだけで、富裕層向けのぜいたくに終わるのではないかとする懐疑的な見方も存在した。

## 現状
世界経済の停滞の影響もありマスダール・シティ計画は大幅に停滞した。当初の完成予定であった2016年現在、計画の進捗度は5%未満である。都市予定地の中心部にマスダール工科大学の他、IRENAとシーメンスが先進的デザインのビルを構えているものの、都市内の居住者は大学院生300人のみであり、自動交通システムは最初の2つの駅のみが完成した後、廃棄された。計画の完成は2030年まで延期された。ガーディアン紙は「打ち捨てられたゼロ・カーボン都市の夢」と評し、「将来ここを訪れる旅行者は、アブダビの端に位置する未来的光景の壮大さと愚かさに驚くかも知れない」と書いている。